# Catharanthus pusillus
A Vinca-tiny ou Vinca pusilla é uma pequena ereta planta, nativa da Índia. Cresce apenas de 10 a 20 centímetros (cm) de altura, o que é consideravelmente pequena se comparada a outras espécies de sua família. Esta planta tem vários ramos quadrangulares espalhados a partir da base. As suas folhas são opostas arranjadas e medem cerca de 3 a 8 cm de comprimento. A base das folhas se reduz a uma minuscula haste. A grande quantidade de seiva leitosa em todo esta planta.
A Vinca-tiny produz flores muito pequenas que medem 6 a 8 milímetros de comprimento, são flores brancas, planas e com 5 pétalas. Essas flores aparecem de forma isolada na planta geralmente nas axilas das flores superiores. As sementes nascem envolvidas por uma vagem. A floração ocorre de Julho a Agosto.